# Федерация евангелических церквей Италии
Федерация евангелических церквей Италии (итал. Federazione delle Chiese Evangeliche in Italia. FCEI) — экуменическая протестантская организация в Италии.
Иное название — «Федерация протестантских церквей Италии» (англ. Federation of Protestant Churches of Italy).

## История
Федерация евангелических церквей Италии образована в 1967 году. 
Федерация включает в себя исторические протестантские церкви Италии, то есть Союз методистской и вальденской церквей (объединенная деноминация, включающая Вальденскую евангелическую церковь и Методистскую евангелическую церковь, (35 000 верующих), Баптистский евангелический христианский союз Италии (15 000), Лютеранскую евангелическая церковь Италии (7 000) и другие небольшие церкви.
В состав этого органа также входят два члена-наблюдателя с большим количеством последователей: Федерация пятидесятнических церквей (50 000 членов) и Итальянский союз христианских церквей адвентистов седьмого дня (25 000). Общее количество объединённых федерацией верующих составляет 140 000 человек.

## Общественная деятельность
Федерация занимается проблемами прав мигрантов. В фокусе внимания организации — африканские беженцы и гуманитарные коридоры. Федерация проводит религиозные службы для мигрантов и занимается вопросами образования детей мигрантов.
Другая сфера деятельности — забота о пожилых людях.
Так же федерация участвует в экуменических молитвенных собраниях.

## Президенты
- Марио Сбаффи (методист, 1969–1973гг.)
- Альдо Комба (вальденс, 1973–1976гг.)
- Пьеро Бенси (баптист, 1976–1982гг.)
- Аурелио Сбаффи (методист, 1982–1988гг.)
- Джорджио Бушар (вальденс, 1988–1994гг.)
- Доменико Томасетто (баптист, 1994–2000 гг.)
- Джанни Лонг (вальденс, 2000–2006гг.)
- Доменико Маселли (вальденс, 2006–2009 гг.)
- Массимо Аквиланте (методист, 2009–2015 гг.)
- Лука Мария Негро (баптист, 2015–2021 гг.)
- Даниэле Гарроне (вальденс, 2021 год — настоящее время)